# Trophée Éric Bompard de 2004
Trophée Éric Bompard de 2004 foi a décima oitava edição do Trophée Éric Bompard, um evento anual de patinação artística no gelo organizado pela Federação Francesa de Esportes no Gelo (em francês:  Federation Française des Sports de Glace), e que fez parte do Grand Prix de 2004–05. A competição foi disputada entre os dias 18 de novembro e 21 de novembro, na cidade de Paris, França.

## Eventos
- Individual masculino
- Individual feminino
- Duplas
- Dança no gelo

## Medalhistas
| Evento                        | Ouro                                      | Prata                                      | Bronze                                           |
| Individual masculino detalhes | Johnny Weir · Estados Unidos              | Brian Joubert · França                     | Emanuel Sandhu · Canadá                          |
| Individual feminino detalhes  | Joannie Rochette · Canadá                 | Carolina Kostner · Itália                  | Julia Sebestyen · Hungria                        |
| Duplas detalhes               | Shen Xue · Zhao Hongbo · China            | Maria Petrova · Alexei Tikhonov · Rússia   | Pang Qing · Tong Jian · China                    |
| Dança no gelo detalhes        | Tatiana Navka · Roman Kostomarov · Rússia | Albena Denkova · Maxim Staviski · Bulgária | Isabelle Delobel · Olivier Schoenfelder · França |

## Resultados

### Individual masculino
| Pos.              | Nome              | Nacionalidade  | Pontos | PC         | PL         |
| ----------------- | ----------------- | -------------- | ------ | ---------- | ---------- |
| Medalha de ouro   | Johnny Weir       | Estados Unidos | 208.10 | 75.90 (1)  | 132.20 (2) |
| Medalha de prata  | Brian Joubert     | França         | 199.04 | 64.04 (4)  | 135.00 (1) |
| Medalha de bronze | Emanuel Sandhu    | Canadá         | 168.80 | 65.60 (2)  | 103.20 (5) |
| 4                 | Ma Xiaodong       | China          | 162.32 | 53.00 (7)  | 109.32 (3) |
| 5                 | Gheorghe Chiper   | Romênia        | 158.99 | 53.89 (6)  | 105.10 (4) |
| 6                 | Ivan Dinev        | Bulgária       | 152.72 | 54.12 (5)  | 98.60 (6)  |
| 7                 | Silvio Smalun     | Alemanha       | 148.05 | 51.17 (8)  | 96.88 (8)  |
| 8                 | Alban Préaubert   | França         | 146.00 | 47.94 (11) | 98.06 (7)  |
| 9                 | Samuel Contesti   | França         | 143.72 | 49.40 (9)  | 94.32 (9)  |
| 10                | Gregor Urbas      | Eslovênia      | 137.38 | 48.14 (10) | 89.24 (10) |
| 11                | Daisuke Takahashi | Japão          | 135.70 | 64.16 (3)  | 71.54 (11) |
| WD                | Timothy Goebel    | Estados Unidos | —      | — (WD)     |            |

### Individual feminino
| Pos.              | Nome               | Nacionalidade  | Pontos | PC         | PL         |
| ----------------- | ------------------ | -------------- | ------ | ---------- | ---------- |
| Medalha de ouro   | Joannie Rochette   | Canadá         | 168.72 | 55.64 (1)  | 113.08 (1) |
| Medalha de prata  | Carolina Kostner   | Itália         | 143.50 | 53.72 (2)  | 89.78 (3)  |
| Medalha de bronze | Júlia Sebestyén    | Hungria        | 136.52 | 46.30 (5)  | 90.22 (2)  |
| 4                 | Fumie Suguri       | Japão          | 131.30 | 51.40 (3)  | 79.90 (5)  |
| 5                 | Amber Corwin       | Estados Unidos | 127.88 | 46.68 (4)  | 81.20 (4)  |
| 6                 | Annette Dytrt      | Alemanha       | 123.80 | 45.74 (6)  | 78.06 (6)  |
| 7                 | Anne-Sophie Calvez | França         | 118.46 | 42.48 (7)  | 75.98 (7)  |
| 8                 | Tatiana Basova     | Rússia         | 110.66 | 40.40 (8)  | 70.26 (9)  |
| 9                 | Alisa Drei         | Finlândia      | 107.08 | 39.28 (9)  | 67.80 (10) |
| 10                | Valentina Marchei  | Itália         | 106.24 | 34.18 (10) | 72.06 (8)  |
| 11                | Fang Dan           | China          | 98.90  | 34.00 (11) | 64.90 (11) |

### Duplas
| Pos.              | Nome                                   | Nacionalidade  | Pontos | PC         | PL         |
| ----------------- | -------------------------------------- | -------------- | ------ | ---------- | ---------- |
| Medalha de ouro   | Shen Xue / Zhao Hongbo                 | China          | 188.12 | 66.88 (1)  | 121.24 (1) |
| Medalha de prata  | Maria Petrova / Alexei Tikhonov        | Rússia         | 179.52 | 65.76 (2)  | 113.76 (3) |
| Medalha de bronze | Pang Qing / Tong Jian                  | China          | 176.10 | 57.28 (3)  | 118.82 (2) |
| 4                 | Viktoria Borzenkova / Andrei Chuvilaev | Rússia         | 148.96 | 49.66 (4)  | 99.30 (4)  |
| 5                 | Kathryn Orscher / Garrett Lucash       | Estados Unidos | 130.00 | 47.42 (6)  | 82.58 (5)  |
| 6                 | Julia Beloglazova / Andrei Bekh        | Ucrânia        | 120.12 | 41.74 (8)  | 78.38 (6)  |
| 7                 | Marylin Pla / Yannick Bonheur          | França         | 119.30 | 43.98 (7)  | 75.32 (7)  |
| 8                 | Nicole Nönnig / Matthias Bleyer        | Alemanha       | 109.90 | 40.86 (9)  | 69.04 (8)  |
| 9                 | Julia Shapiro / Vadim Akolzin          | Israel         | 101.80 | 35.76 (10) | 66.04 (9)  |
| WD                | Anabelle Langlois / Patrice Archetto   | Canadá         | —      | 49.58 (5)  | — (WD)     |

### Dança no gelo
| Pos.              | Nome                                    | Nacionalidade  | Pontos | DC         | DO         | DL         |
| ----------------- | --------------------------------------- | -------------- | ------ | ---------- | ---------- | ---------- |
| Medalha de ouro   | Tatiana Navka / Roman Kostomarov        | Rússia         | 221.23 | 43.34 (1)  | 66.53 (1)  | 111.36 (1) |
| Medalha de prata  | Albena Denkova / Maxim Staviski         | Bulgária       | 208.30 | 41.03 (2)  | 61.26 (2)  | 106.01 (2) |
| Medalha de bronze | Isabelle Delobel / Olivier Schoenfelder | França         | 203.32 | 39.33 (3)  | 59.65 (3)  | 104.34 (3) |
| 4                 | Melissa Gregory / Denis Petukhov        | Estados Unidos | 179.72 | 34.67 (4)  | 55.04 (4)  | 90.01 (5)  |
| 5                 | Federica Faiella / Massimo Scali        | Itália         | 177.94 | 31.62 (5)  | 53.33 (5)  | 92.99 (4)  |
| 6                 | Kristin Fraser / Igor Lukanin           | Azerbaijão     | 164.07 | 29.97 (6)  | 50.02 (6)  | 84.08 (6)  |
| 7                 | Nóra Hoffmann / Attila Elek             | Hungria        | 150.84 | 29.34 (7)  | 46.77 (8)  | 74.73 (7)  |
| 8                 | Nathalie Péchalat / Fabian Bourzat      | França         | 149.61 | 28.69 (8)  | 47.24 (7)  | 73.68 (8)  |
| 9                 | Yu Xiaoyang / Wang Chen                 | China          | 128.34 | 23.16 (11) | 40.58 (9)  | 64.60 (9)  |
| 10                | Anna Zadorozhniuk / Sergei Verbillo     | Ucrânia        | 122.56 | 22.77 (12) | 36.03 (10) | 63.76 (10) |
| 11                | Nakako Tsuzuki / Kenji Miyamoto         | Japão          | 121.95 | 27.13 (9)  | 35.04 (12) | 59.78 (11) |
| WD                | Roxane Petetin / Mathieu Jost           | França         | —      | 25.61 (10) | 35.41 (11) | — (WD)     |

## Quadro de medalhas
| Ordem | País           | Medalha de ouro | Medalha de prata | Medalha de bronze |    | Ordem por total |
| ----- | -------------- | --------------- | ---------------- | ----------------- | -- | --------------- |
| 1     | Rússia         | 1               | 1                |                   | 2  | 1               |
| 2     | Canadá         | 1               |                  | 1                 | 2  | 1               |
| 2     | China          | 1               |                  | 1                 | 2  | 1               |
| 4     | Estados Unidos | 1               |                  |                   | 1  | 5               |
| 5     | França         |                 | 1                | 1                 | 2  | 1               |
| 6     | Bulgária       |                 | 1                |                   | 1  | 5               |
| 6     | Itália         |                 | 1                |                   | 1  | 5               |
| 8     | Hungria        |                 |                  | 1                 | 1  | 5               |
| TOTAL | TOTAL          | 4               | 4                | 4                 | 12 | —               |